# CP-154,526
CP-154,526 je potentan i selektivan antagonist Kortikotropin-oslobađajućeg hormonskog receptor 1 koji je razvila kompanija Pfizer.
CP-154,526 se ispituje za moguću upotrebu u lečenju alkoholizma.

## Literatura
1. ↑   уреди
2. ↑  Evan E. Bolton; Yanli Wang; Paul A. Thiessen; Stephen H. Bryant (2008). „Chapter 12 PubChem: Integrated Platform of Small Molecules and Biological Activities”. Annual Reports in Computational Chemistry. 4: 217—241. doi:10.1016/S1574-1400(08)00012-1.
3. ↑  Schulz DW, Mansbach RS, Sprouse J, Braselton JP, Collins J, Corman M, Dunaiskis A, Faraci S, Schmidt AW, Seeger T, Seymour P, Tingley FD 3rd, Winston EN, Chen YL, Heym J (1996). „CP-154,526: a potent and selective nonpeptide antagonist of corticotropin releasing factor receptors”. Proc. Natl. Acad. Sci. U.S.A. 93 (19): 10477—82. PMC 38410 . PMID 8816826. doi:10.1073/pnas.93.19.10477.
4. ↑  „Drug Has Potential To Prevent Alcoholics From Relapsing”. Science News. ScienceDaily. 2. 8. 2008. Приступљено 9. 8. 2008.
5. ↑  Pastor R, McKinnon CS, Scibelli AC, Burkhart-Kasch S, Reed C, Ryabinin AE, Coste SC, Stenzel-Poore MP, Phillips TJ (2008). „Corticotropin-releasing factor-1 receptor involvement in behavioral neuroadaptation to ethanol: a urocortin1-independent mechanism”. Proc. Natl. Acad. Sci. U.S.A. 105 (26): 9070—5. PMC 2449366 . PMID 18591672. doi:10.1073/pnas.0710181105.

## Spoljašnje veze
- CP+154526 на 

|  | Molimo Vas, obratite pažnju na važno upozorenje u vezi sa temama iz oblasti medicine (zdravlja). |